# Villa romana di Giannutri
La Villa romana di Giannutri  è un sito archeologico localizzato sull'isola di Giannutri, comune dell'isola del Giglio, in località Cala Maestra.

## Descrizione

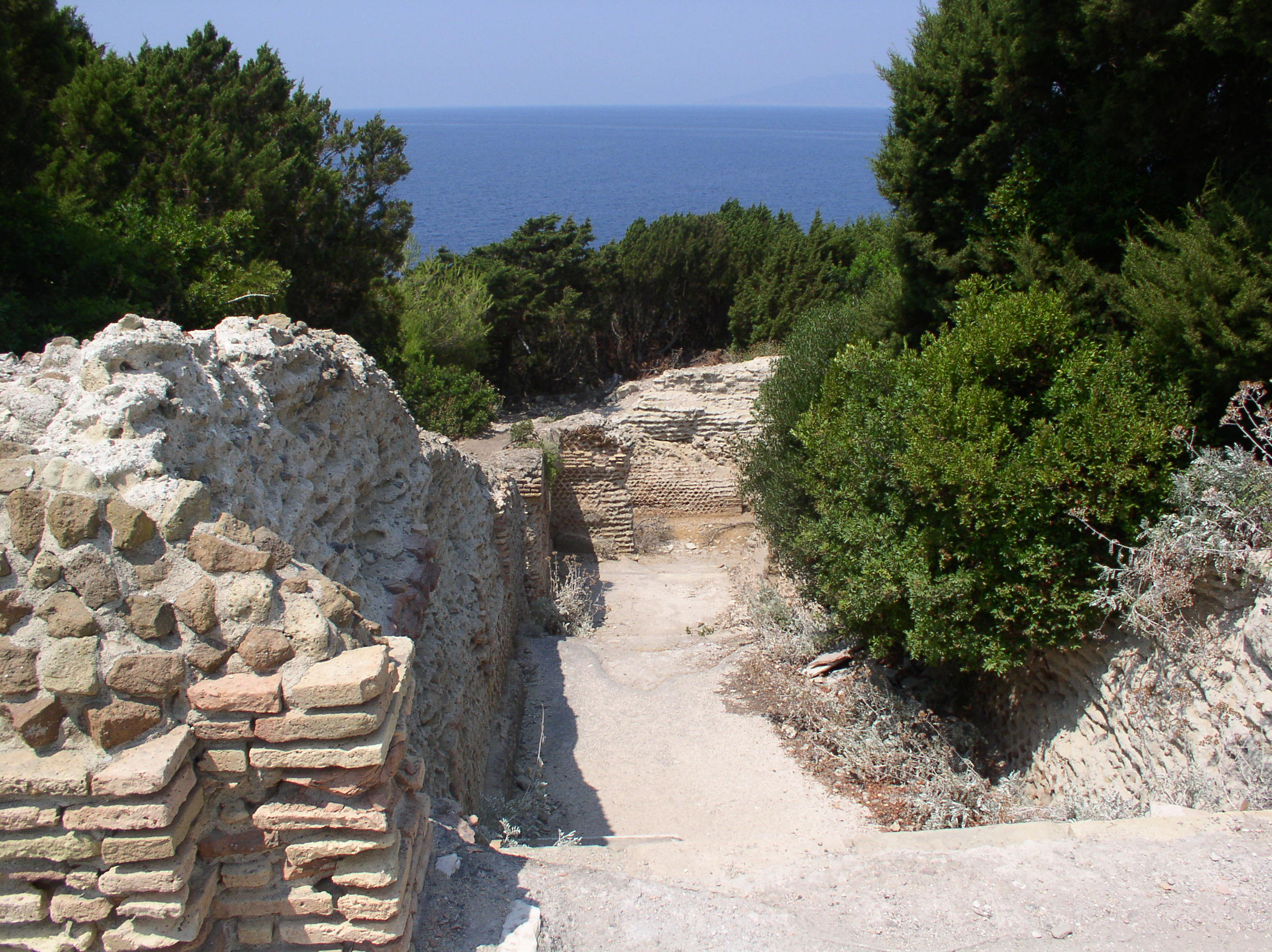
Accesso alla villa

In prossimità di Cala Maestra si trovano i resti di villa romana, la cui costruzione e datata tra la fine del I secolo d.C. e l'inizio del II secolo d.C., edificata dai Domizi Enobarbi, antica famiglia senatoria di importanti commercianti della quale faceva parte Gneo Domizio, marito di Agrippina, madre dell'imperatore Nerone.
La villa costruita sulla sommità del Monte Mario (78 mslm), che si estendeva su di un'area di circa cinque ettari, fu abbandonata nel III secolo, per motivi non noti.
Del complesso della villa , che disponeva di uno scalo marittimo, sono stati individuati diversi ambienti, come le cisterne per la raccolta dell'acqua piovana, ambienti termali, ambienti della zona residenziale, e di quella dedicata a servizi.

## Storia
I primi scavi si devono a Gualtiero Adami, che visse sull'isola, dal 1882 fino al 1922, anno della sua morte, ma l'identificazione dei resti con la villa romana risalgono al 1900 e si devono all'archeologo Giuseppe Pellegrini.
Tra il 1925 e il 1930 la signora Bice Vaccarino Foresto, un'archeologa dilettante, condusse scavi nell'area della villa, in accordo e seguendo le indicazioni dell'allora Soprintendenza alle Antichità dell’Etruria. 
Tra il 1991 e il 2002 fu restaurato il mosaico del Labirinto, poi esposto al Museo Archeologico Nazionale di Firenze.
La villa che fino ad allora era di proprietà del conte Gualtiero Adami (noto come Il Garibaldino), nel 2004 fu messa all'asta e quindi messa in sicurezza dalla Regione Toscana dal ministero dell'Ambiente, che esercitarono il diritto di prelazione.
Nel 2022, dopo lunghi anni di restauri condotti dalla Soprintendenza Archeologia, Belle Arti e Paesaggio per le province di Arezzo, Siena e Grosseto , susseguitisi ad anni di abbandono e degrado, e che hanno comportato anche l'abbattimento di costruzioni moderne, sono tornate visitabili tre stanze della villa.